# Pháo đài Ross, California
Đồn Ross (tiếng Anh: Fort Ross, tiếng Nga: Форт-Росс), ban đầu là Pháo đài Ross (tiếng Anh: Fortress Ross, tiếng Nga: Крѣпость Россъ, đã Latinh hoá: Krepostʹ Ross) là một cơ sở cũ của Nga ở bờ biển phía tây Bắc Mỹ, ngày nay là quận Sonoma, California. Đây là trung tâm của các khu định cư cực nam của Nga tại Bắc Mỹ từ năm 1812 đến 1842. Nó cũng là chủ đề của các cuộc điều tra khảo cổ và là một di tích lịch sử California, Di tích Lịch sử Quốc gia và trên Sổ Địa danh Lịch sử Quốc gia. Nó là một phần của Công viên lịch sử tiểu bang Pháo đài Ross California.

## Lịch sử
Bắt đầu với thời kỳ Colombo vào năm 1492, sự hiện diện của Tây Ban Nha ở Tây bán cầu (giống như hầu hết các cuộc thám hiểm và thuộc địa khác của châu Âu) đã đi về phía tây qua Đại Tây Dương, sau đó vòng quanh hoặc qua châu Mỹ để đến Thái Bình Dương. Các mở rộng của Nga, tuy nhiên, di chuyển về phía đông qua Siberia và khu vực phía Bắc Thái Bình Dương. Vào đầu thế kỷ XIX, sự bành trướng của Tây Ban Nha và Nga đã gặp nhau dọc theo bờ biển Tây Ban Nha Alta California, với Nga đẩy về phía nam và Tây Ban Nha đẩy về phía bắc. Vào thời điểm đó, các công ty thương mại lông thú của Anh và Mỹ cũng đã thiết lập một sự hiện diện ven biển, ở Tây Bắc Thái Bình Dương và México đã sớm giành được độc lập. México đã nhượng Alta California cho Hoa Kỳ sau Chiến tranh Hoa Kỳ-México (1848). Lịch sử của khu định cư Pháo đài Ross của Nga bắt đầu từ thời kỳ Tây Ban Nha và kết thúc dưới thời kỳ México.